# Aslonnes
Aslonnes é uma comuna francesa na região administrativa da Nova Aquitânia, no departamento de Vienne. Estende-se por uma área de 23 km². Em 2010 a comuna tinha 1 133 habitantes (densidade: 49,3 hab./km²).